# بیلی بارکر (بازیکن فوتبال، زاده ۱۸۸۳)
بیلی بارکر (انگلیسی: Billy Barker؛ 1883 – ۱۹۳۷ (۵۳−۵۴ سال)) بازیکن فوتبال بود.